# Hymn to Life (album)
Hymn to Life – album studyjny fińskiego gitarzysty Timo Tolkkiego. Wydawnictwo ukazało się 28 stycznia 2002 roku nakładem wytwórni muzycznej Nuclear Blast. Nagrania zostały zarejestrowane w Hästholmen pomiędzy kwietniem a wrześniem 2001 roku. Miksowanie i masterong odbył się Finnvox Studios. Gościnnie na płycie wystąpili, znany z występów w zespole Helloween wokalista - Michael Kiske oraz wokalistka zespołu Within Temptation – Sharon den Adel.

## Lista utworów
Opracowano na podstawie materiału źródłowego. 
1. "Primal" - 0:20 (utwór instrumentalny)
2. "Key To The Universe" (gościnnie: Michael Kiske) - 4:05
3. "Now I Understand" - 4:24
4. "Divine" - 4:32
5. "Little Boy I Miss You" - 4:39
6. "I Believe" - 5:27
7. "Are You The One?" (gościnnie: Sharon den Adel) - 5:07
8. "Father" - 6:25
9. "Fresh Blue Waters" - 4:18
10. "Dear God" - 5:09
11. "It's Xmas Morning" - 4:21
12. "Hymn To Life" - 11:36

## Notowania
| Lista                   | Kraj      | Pozycja |
| ----------------------- | --------- | ------- |
| Suomen virallinen lista | Finlandia | 38      |